# عدسة الجاذبية

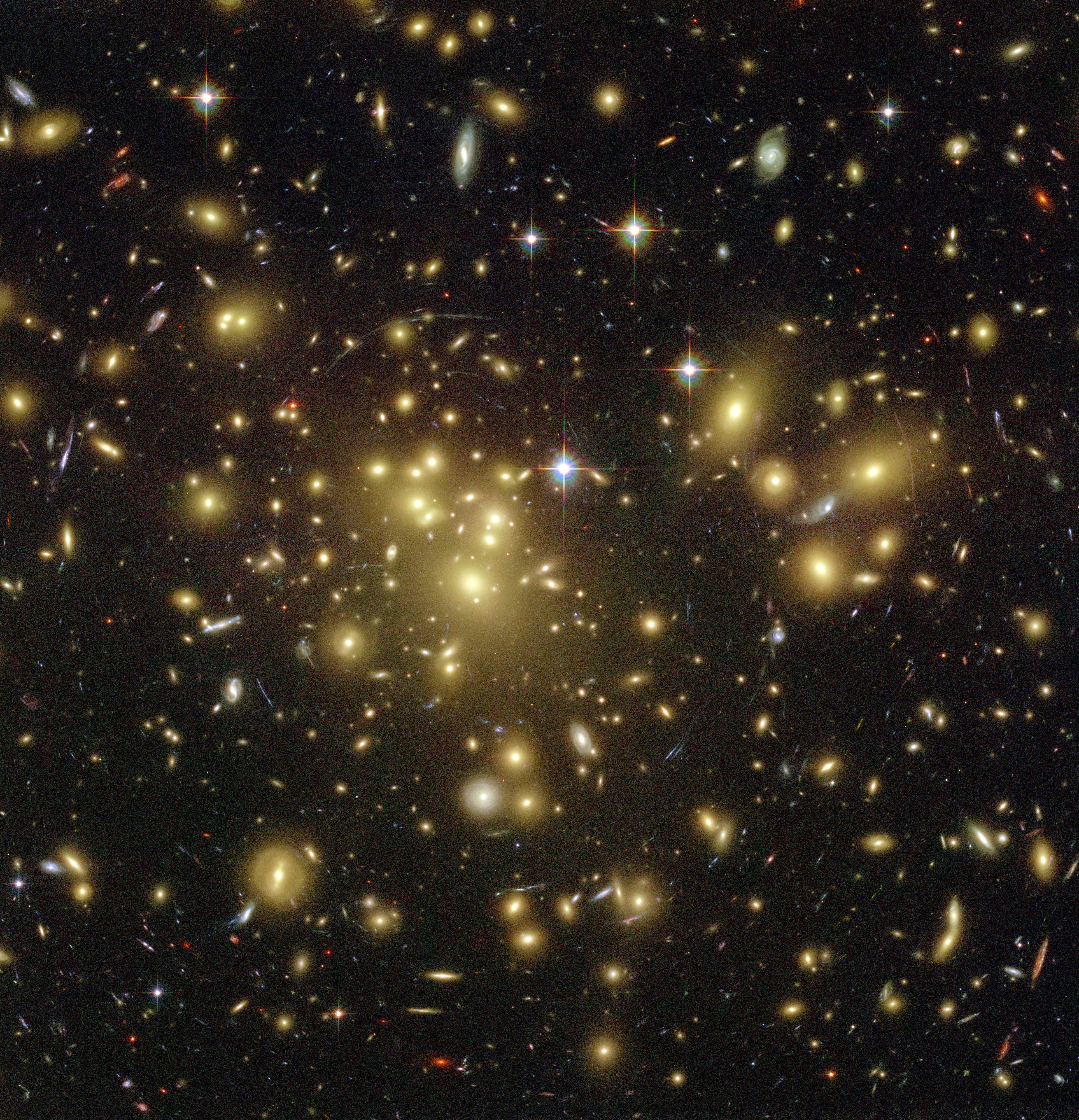
صورة لتأثير عدسة جاذبية إلتقطها تليسكوب هابل بالقرب من مجرة Abell-1689 وتبين صور للنجوم مقوسة.

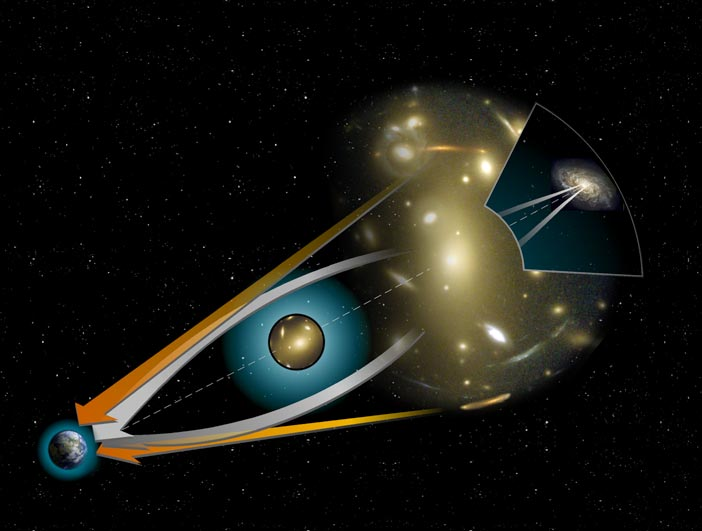
انحناء الضوء بالقرب من جرم سماوي كبير. يسبب مجال جاذبية الجرم انحناء الفضاء حوله فيقوم بعمل عدسة ضوئية محدبة. بذلك تظهر للمشاهد العديد من النجوم والمجرات التي تقع خلف الجرم السماوي الكبير (ثقب أسود) بأعداد متكاثرة.

عدسة الجاذبية في علم الفلك الفيزيائي هو تأثير جاذبية المادة، الموجودة والمتوزعة بين مصدر الضوء البعيد والمراقب، هذا التوزع المادي قادر على ثني ضوء المصدر أثناء سفرة نحو المراقب. ويعرف هذا التأثير بالمفعول العدسي التثاقلي (gravitational lensing)، ومقدار هذا الانحناء هو أحد تنبؤات نظرية النسبية العامة لألبرت أينشتاين. تتوقع الفيزياء الكلاسيكية أيضًا انحناء الضوء، ولكن فقط نصف ماتنبأت بة نظرية النسبية العامة.
يحدث تأثير عدسة الجاذبية تحدث عندما يمر الضوء بجوار جسم ضخم، وحتى إن لم يكن هذا الجسم يبعث ضوءًا، فسيكون له تأثير جذبوي قد يسبب انحناء في الضوء المنبعث عن جسم غير مظلم خلفه، وبما أن الضوء ينحني في اتجاهات مختلفة حسب المسار الذي يسلكه حول الجسم المظلم، ولأننا نتصوَّر دائمًا أن يتَّخِذ الضوء صورةَ خطوط مستقيمة، يمكن لتأثير عدسة الجاذبية أن ينتج صورًا متعددة للجسم الساطع الأصلي تتيح لنا رؤيته أو على الأقل الاستدلال على وجوده وخصائصه عن طريق استنتاج الجاذبية اللازمة لانحناء الضوء المرصود.
أن بعض عناقيد النجوم والمجرات عبارة عن صور بصرية تولدت من تأثير جاذبية نجوم كبيرة أو ثقوب سوداء. توجد في الكون نجوم عظيمة الأحجام (حجم الشمس 100 مرة) وتعمل بفعل قوي جاذبيتها العالية التي تفوق شدة جاذبية الشمس ملايين المرات على انحناء الضوء المار بالقرب منها. فيكون تأثيرها على الضوء القادم من خلفها سواء من نجوم عظمي أو مجرات سماوية أخرى. فينحني مسار الضوء حوله بطريقة انحنائه في عدسة، وبذلك تظهر لنا على الأرض عدة من الأجرام السماوية الموجودة خلف الجرم الكبير أو ثقب أسود بتكاثر وعادة ما تكون تلك الصور مشوهة بعض الشيء.

## التأثير الهندسي لعدسة الجاذبية
لتوضيح التأثير الهندسي لهذه العدسة. نجدها عبارة عن نجم كبير (سوبر) له قوة جاذبية هائلة ووراءه منطقة أطلق عليها (ثاكر) قمع الصورة المتعددة Multiple-image funnel. وهي عبارة عن مساحة قمعية الشكل نشأت من النجم السوبر وتمتد إلي مالا نهاية. وزاوية قمة القمع هي الزاوية الكبرى التي عندها الضوء ينحاز عن مساره بالقرب من سطح النجم السوبر بدرجة 30 – 40 درجة أو أكثر. ويعتمد هذا القمع علي عدسة الجاذبية التي تولد صورتين أو أكثر لكل نجم في هذه المنطقة. منهما صورة سوف تبدو لنا قريبة جدا من هذا النجم السوبر. لأنها تتأثر بحقل جاذبيته والثانية لن تتأثر بحقل هذه الجاذبية مما يجعلها تري بعيدا عن النجم في مكان آخر بالقمع.ونجد أن نجوما كثيرة تقع داخل نطاق قمع صورتي نجم سوبر، كما تبدو بعض الصور على هيئة أقواس. لهذا نري صورا متعددة للنجوم وكأنها عنقود يتجمع حول هذا النجم.

## أمثلة
فالعنقود الكروي (توسكاني) لو نظرنا لصورته سنجده يبعد عنا 13,40 سنة ضوئية. وقطره كما يبدو لنا لايتعدي قطر قمرنا لكنه في الواقع يحتل بالسماء مساحة تعادل 120 سنة ضوئية. وهذه الصورة بلا شك لنجم سوبر قوة جاذبيته مليار مرة جاذبية شمسنا[بحاجة لمصدر]. وهذه الصور التي تبدو لنا وكأنهانجوم عبارة عن صور انزياحية جاذبيته لنجوم تقع وراء نجم سوبر داخل قمعه المتعدد الصور والذي يقع خلفه. إلا أن كل صورة نجم ليس لها صورة منزاحة بعيدا عنه كما في النجم السوبر ولكنها صورة انعكاسية لاتجاهه. لهذا النجم السوبر يظهر في المقاريب كعنقود كروي. وهذه الرؤية البصرية تنطبق على 200 عنقود كروي في مجرتنا درب التبانة والآلاف العناقيد الكروية الموجودة بالمجرات المجاورة والتي تعتبر عناقيد نجومها وصورها تتركز فوق نجم سوبر. وهذا ما يجعل كل من هذه الصور في حركة دورانية عشوائية وغير متزامنة كما نراها في المجرات. والصور التجمعية في هذه العناقيد الكروية نجد ضوئها أكثر احمرارا بالنسبة للنجوم الفردية في مجرة درب التبانة. وهذا الإحمرار قرينة علي عمرها.

## التأثير الفلكي للظاهرة

صورة تمثيلية توضح مرور ثقب أسود بيننا وبين مجرة درب التبانة وتأثيره على حيود الضوء القادم إلينا.

- الصور التجمعية بالعناقيد الكروية وهما سرابيا بصريا بتأثير الجاذبية الهائلة حول النجم السوبر. وهذا يفسر لنا وجود النجوم الزرقاء التي تشاهد مع الصور النجمية داخل العنقود الكروي والتي تبدو أنها أصغر عمرا من النجوم حولها. وفي هذه العناقيد الكروية نجد أن نجومها أكبر كثافة من النجوم في المجرة أو المجرات الأخرى البعيدة. وهذه الكثافة العالية متوقعة لو ان الذي نشاهده صورا حقيقية لنجوم بعيدة داخل القمع المتعدد الصور. فليس قياس الكثافة في هذه الحالة له حدودا.مما يجعل الثقوب السوداء التي يُظن أنها تقع في مركز كثير من المجرات أنها عبارة عن نجوم سوبر[بحاجة لمصدر]. وعناقيد النجوم ليست عناقيد نجوم حقيقية[بحاجة لمصدر]. ولكنها عناقيد صور نجوم بعيدة تولدت بتأثير عدسة الجاذبية لنجم سوبر.
- فرضية تأثير عدسة الجاذبية سوف تحدد ملامح المجرات البيضاوية والعنقودية مما سيظهرها كخدع بصرية أو وهم منظور[بحاجة لمصدر]. لأننا لا ننظر لها مباشرة ولكننا نرى صورها المنزاحة عن مسار ضوئها بواسطة عدسة الجاذبية لترى حسب دوران النجم السوبر حول محوره وحسب رؤيتنا له وموقعها داخل قمعه المتعدد الصور. لهذا نجد أن المجرات والعناقيد تظهر لنا حلزونية أو بيضاوية أو كروية حول إتجاه محور دوران النجم السوبر إلينا[بحاجة لمصدر].
- لو كان محور دوران النجم السوبر في إتجاه نظرنا من فوق الأرض. فإن حقل جاذبيته في جانبه المقابل لنا سوف يقترب من الأرض بينما يبتعد عنها من جانبه الآخر[بحاجة لمصدر]. والضوء القادم إلينا من الصور النجمية البعيدة والذي سيمر من حقل الجاذبية المقابل للأرض سوف ينزاح بطيفه ناحية اللون الأزرق ليكون فيه إزاحة زرقاءBlue-shift والضوء القادم من الجانب الآخر من النجم ويمر بحقل الجاذبية حوله ينزاح بطيفه للون الأحمر[بحاجة لمصدر]. وأحيانا نرى نجوما بعيدة سواء في عناقيدها أو مجرات وقد أوجدتها عدسة الجاذبية لنجم سوبر له قوة جاذبية هائلة. وهذا ما يجعل أعداد النجوم بالسماء تقل كثيرا عما نعده أو نتوقعه[بحاجة لمصدر].
- الجاذبية المقترنة بكل جسم تزيد كلما زادت كتلته وكثافته. ينطبق ذلك أيضا على الشمس والنجوم.
- كان يظن أن النباضات Pulsars عبارة عن نجوم نيوترونية دوارة تبث طاقتها النبضية (600 نبضة في الثانية) باتجاه شمسنا. ويظن أن قطرها 10 ميل فقط. لهذا تدور في حركة مغزلية 600 مرة في الثانية بسرعة تقدر بحوالي 10% من سرعة الضوء[بحاجة لمصدر]. ويعتقد أن النجم النيوتروني هو بقايا نجم عادي (كتلته تقارب 1.44 -3 مرة من كتلة الشمس) استنفذ كل وقوده وبرد وتقلص حتى تفككت كل ذراته بقوي الجاذبية على بعضها في مركزه.

## الوصف
على عكس العدسات الضوئية، تنتج عدسة الجاذبية أقصى انحراف للضوء والذي يمر بالقرب من مركزها، والحد الأدنى من انحراف الضوء الذي ينتقل بعيدًا عن مركزها. وبالتالي، فإن عدسة الجاذبية لا تحتوي على نقطة محورية واحدة، ولكن لديها خط بؤري. استُخدام مصطلح «العدسة» في سياق انحراف ضوء الجاذبية لأول مرة بواسطة أوليفر جوزيف لودج، الذي أشار إلى أنه لا يجوز القول أن مجال الجاذبية الشمسي يعمل كعدسة، لأنه لا يوجد لديه البعد البؤري. إذا كان مصدر الضوء، والعدسة الضخمة، والراصد موجودين في خط مستقيم، فسيظهر مصدر الضوء الأصلي كحلقة حول العدسة الضخمة، وإذا كان هناك أي اختلال، فسوف يرى الراصد شريحة قوس بدلاً من ذلك. ذُكرت هذه الظاهرة لأول مرة في عام 1924 من قبل عالم الفيزياء أوريست تشولسون، وقيّمها ألبرت أينشتاين عام 1936. يُشار إليها عادة في الأدب كحلقة آينشتاين، لأن تشولسون لم يهتم بتدفق الحلقة أو نصف قطرها. من الأشياء الأكثر شيوعًا، عندما تكون كتلة العدسة كبيرة للغاية (مثل مجموعة مجرة أو كتلة) ولا تتسبب في تشويه كروي للزمان - المكان، فإن المصدرسوف يشبه الأقواس الجزئية المنتشرة حول العدسة. قد يرى الراصد بعد ذلك صورًا متعددة مشوهة لنفس المصدر، ويعتمد عدد هذه الصور وشكلها على المواضع النسبية للمصدر والعدسة الراصد وشكل نطاق الجاذبية لجسم العدسة.
هناك ثلاث فئات من عدسة الجاذبية:
1. عدسة قوية: حيث توجد تشوهات مرئية يمكن رؤيتها بسهولة مثل حلقات آينشتاين والأقواس والصور المتعددة.
2. عدسة ضعيفة: حيث تكون تشوهات مصادر الخلفية أصغر بكثير ولا يمكن اكتشافها إلا من خلال تحليل أعداد كبيرة من المصادر بطريقة إحصائية لإيجاد تشوهات مُحكمة بنسبة قليلة في المئة. تظهر العدسة إحصائياً على أنها امتداد مفضل للأجسام الخلفية بشكل عمودي على الاتجاه إلى مركز العدسة. من خلال قياس الأشكال والتوجهات الخاصة بأعداد كبيرة من المجرات البعيدة، يمكن حساب متوسط توجهاتها لقياس قص مجال العدسة في أي منطقة. هذا -بدوره- يمكن استخدامه لإعادة بناء التوزيع الشامل في المنطقة؛ فعلى وجه الخصوص، يمكن إعادة بناء التوزيع الخلفي للمادة المظلمة. نظرًا لأن المجرات إهليلجية في جوهرها وإشارة عدسة الجاذبية الضعيفة صغيرة، يجب استخدام عدد كبير جدًا من المجرات في هذه الدراسات.[9] يجب أن تتجنب دراسات العدسات الضعيفة هذه عددًا من المصادر المهمة للخطأ المنهجي، حيث يجب فهم الشكل الجوهري للمجرات واتجاه دالة التوزيع النقطي للكاميرا التي تشوه شكل المجرة. نتائج هذه الدراسات مهمة لتقدير المعلمة الكونية لفهم وتحسين نموذج لامبادا-سي دي إم بشكل أفضل ولتوفير فحص متناسق للرصدات الكونية الأخرى، كما قد قد توفر أيضًا قيدًا مهمًا في المستقبل على الطاقة المظلمة.[10]
3. عدسية صغرية جذبية: حيث لا يمكن رؤية أي تشويه في الشكل ولكن كمية الضوء المستلمة من جسم خلفي تتغير في الوقت المناسب. قد يكون جسم العدسة نجومًا في درب التبانة في حالة مثالية واحدة، حيث يكون مصدر الخلفية نجومًا في مجرة بعيدة، أو في حالة أخرى قد يكون نجم زائف أكثر بعدًا. التأثير ضئيل، بحيث (في حالة العدسات القوية) أن المجرة ذات الكتلة أكثر من 100 مليار كتلة شمسية ستنتج صورًا متعددة مفصولة ببضع ثوانٍ فقط.[11]

## التاريخ
أشار هنري كافنديش في عام 1784، ويوهان جورج فون سولدنر في عام 1801 إلى أن الجاذبية لنيوتن تتنبأ بأن ضوء النجوم سوف ينحني حول جسم ضخم كما سبق أن افترضه إسحاق نيوتن عام 1704 في استفساراته رقم 1 في كتابه البصريات. حُسبت نفس قيمة سولندر بواسطة آينشتاين في عام 1911 بناءً على مبدأ التكافؤ وحده. ومع ذلك، لاحظ آينشتاين في عام 1915 -في عملية استكمال النسبية العامة- أن نتيجة 1911 ليست سوى نصف القيمة الصحيحة. أصبح أينشتاين أول من قام بحساب القيمة الصحيحة لانحناء الضوء.
أُجريت الملاحظة الأولى لانحراف الضوء عن طريق ملاحظة التغير في موضع النجوم أثناء مرورها بالقرب من الشمس على القبة السماوية. نُفذت الملاحظات في عام 1919 من قبل آرثر إدينجتون وفرانك واتسون دايسون والمتعاونين معهم خلال الكسوف الكلي للشمس في 29 مايو. أتاح الكسوف الشمسي برصد النجوم القريبة من الشمس. أُجريت ملاحظات في نفس الوقت في مدن سوبرال وسيارا والبرازيل وفي ساو تومي وبرينسيبي على الساحل الغربي لأفريقيا، حيث أظهرت أن الضوء الصادر عن النجوم المارة بالقرب من الشمس كان منحنيًا قليلاً بحيث ظهرت النجوم بعيدًا عن الموضع.
اعتبرت النتيجة خبراً مذهلاً وظهرت في الصفحة الأولى لمعظم الصحف الكبرى، كما وسعت من شهرة أينشتاين ونظريته في النسبية العامة عالميًا. عندما سُئل من قِبل مساعده ماذا كان سيكون رد فعله إذا لم يؤكد دايسون وإيدنجتون النسبية العامة في عام 1919، قال أينشتاين «عندها سأشعر بالأسف. النظرية صحيحة على أي حال.»
في عام 1912، خمن أينشتاين بأن الراصد يمكنه رؤية صور متعددة لمصدر ضوء واحد إذا انحرف الضوء حول كتلة، هذا التأثير من شأنه أن يجعل الكتلة بمثابة نوع من عدسة الجاذبية. ومع ذلك، نظرًا لأنه اعتبر فقط أن تأثير الانحراف حول نجمة واحدة، بدا أنه يستنتج أن هذه الظاهرة من غير المرجح أن تُلاحظ في المستقبل المنظور، حيث أن التوفيقات الضرورية بين النجوم والراصد ستكون غير محتملة للغاية. فكّر العديد من الفيزيائيين الآخرين حول عدسات الجاذبية أيضًا، ولكن توصلوا جميعًا إلى نفس الاستنتاج بأن الرصد سيكون مستحيلًا تقريبًا.
على الرغم من أن أينشتاين قام بعمل حسابات غير منشورة حول هذا الموضوع، فإن المناقشة الأولى المطبوعة لعدسة الجاذبية كانت في مقال قصير لتشولسون يناقش تأثير هالة جاذبية عندما يكون المصدر والعدسة والمراقب في حالة محاذاة شبه مثالية، يشار إليها الآن باسم حلقة أينشتاين.
في عام 1937، قدّر فريتز زويكي الحالة التي يمكن أن تعمل فيها المجرات المكتشفة حديثًا (والتي كانت تسمى «السدم» في ذلك الوقت) كمصدر وعدسة على حد سواء، وبسبب الكتلة والأحجام المعنية، فمن المرجح بشكل كبير ملاحظة التأثير.
في عام 1963، أدرك كل من كيلموف وسجور ريفسدال وليبيز بشكل مستقل أن النجوم الزائفة هي مصدر إضاءة مثالي لتأثير العدسة الجاذبية.

## تفسير انحناء الزمكان
في النسبية العامة، يتبع الضوء انحناء الزمكان ومن ثم عندما يمر الضوء حول جسم ضخم فإنه ينحني، وهذا يعني أن الضوء من جسم على الجانب الآخر سوف ينحني نحو عين الراصد، تمامًا مثل العدسة العادية. في النسبية العامة، تعتمد سرعة الضوء على جهد الجاذبية ويمكن اعتبار هذا الانحناء أنه نتيجة الضوء الذي ينتقل بسرعة الضوء على طول المنحدر. أشعة الضوء هي الحدود بين المستقبل والمباعد والمناطق السابقة. يمكن النظر إلى اجتذاب الجاذبية على أنها حركة أجسام غير مضطربة في هندسة مقوسة في الخلفية أو بدلاً من ذلك كرد فعل الأجسام لقوة في هندسة مسطحة. زاوية الانحراف هي:
{\displaystyle \theta ={\frac {4GM}{rc^{2}}}}
نحو الكتلة M على مسافة r من الإشعاع المتأثر، حيث G هي الثابت العالمي للجاذبية و c هي سرعة الضوء في الفراغ. هذه الصيغة مماثلة لصيغة عدسة الجاذبية الضعيفة المشتقة باستخدام الديناميكية النسبية لنيوتن دون انثناء الزمكان.
حيث أن نصف قطر شفارتزشيلد يعرف بـ {\displaystyle r_{\mathrm {s} }={2Gm}/{c^{2}}}، يمكن تمثيل ذلك بالمعادلة البسيطة.
{\displaystyle \theta =2{\frac {r_{\mathrm {s} }}{r}}}

## البحث عن عدسات الجاذبية
اكتُشفت معظم العدسات الجاذبية في الماضي عن طريق الخطأ. أدى البحث عن عدسات الجاذبية في نصف الكرة الشمالي التي أجريت في ترددات الراديو في نيو مكسيكو، إلى اكتشاف 22 نظامًا جديدًا للعدسات. لقد فتح هذا طريقًا جديدًا بالكامل للبحث الذي يتراوح بين إيجاد أجسام بعيدة جدًا وإيجاد قيم للمعلمات الكونية حتى نتمكن من فهم الكون بشكل أفضل. سيكون إجراء بحث مماثل في نصف الكرة الجنوبي خطوة جيدة للغاية نحو استكمال البحث في نصف الكرة الشمالي وكذلك الحصول على أهداف أخرى للدراسة. إذا أُجري مثل هذا البحث باستخدام أداة وبيانات جيدة المعايرة وجيدة المعالم، يمكن توقع نتيجة مماثلة للمسح الشمالي. إن استخدام المسح لتلسكوب أسترالي 20 جيجاهرتز (AT20G) التي جُمعت باستخدام مصفوفة تلسكوب أستراليا المدمج (ATCA) يمثل مجموعة من البيانات. نظرًا لأنه البيانات جُمعت باستخدام نفس الأداة التي تحافظ على جودة دقيقة جدًا للبيانات، يجب أن نتوقع الحصول على نتائج جيدة من البحث. مسح AT20G عبارة عن مسح أعمى بتردد 20 جيجا هرتز في المجال الراديوي للطيف الكهرومغناطيسي. نظرًا للوتيرة العالية المستخدمة، تزداد فرص العثور على عدسات الجاذبية نظرًا لأن العدد النسبي للكائنات الأساسية المدمجة أعلى. هذا مهم لأن العدسة أسهل في الاكتشاف مقارنة الأجسام المعقدة.
في مقال نشر عام 2009 عن مجلة ساينس دايلي، حقق فريق من العلماء بقيادة عالم الكونيات من مختبر لورنس بيركيلي الوطني التابع لوزارة الطاقة الأمريكية تقدماً كبيراً في توسيع نطاق استخدام عدسة الجاذبية ليشمل دراسة الهياكل الأقدم والأصغر بكثير مما كان ممكنًا في السابق مشيرًا إلى أن عدسة الجاذبية الضعيفة تحسن قياسات المجرات البعيدة.
اكتشف علماء الفلك من جمعية ماكس بلانك للفلك في هايدلبرغ بألمانيا -والتي قُبلت نتائجها للنشر في 21 أكتوبر 2013 في المجلة الفيزيائية الفلكية- ما كانت في ذلك الوقت أكبر مجرة لعدسة جاذبية باستخدام تلسكوب هابل الفضائي التابع لناسا والتي سُميت J1000 + 0221. على الرغم من أنها لا تزال أكثر المجرات البعدية لعدسات الصورة المعروفة، إلا أن فريق دولي من علماء الفلك اكتشف مجرة عدسات ثنائية أكثر بعدًا باستخدام مزيج من تلسكوب هابل الفضائي وتلسكوب كيك والتصوير الطيفي.
كشفت الأبحاث المنشورة في 30 سبتمبر 2013 في النسخة الإلكترونية من خطابات المراجعة الفيزيائية ((Physical Review Letters، التي تقودها جامعة مكغيل في مونتريال وكيبيك وكندا عن الإشعاع الخلفي الكوني الميكروي الذي يتكون بسبب تأثير العدسة الجاذبية، وذلك باستخدام تليسكوب القطب الجنوبي التابع لمؤسسة العلوم الوطنية وبمساعدة من مرصد الفضاء هيرشل. سيفتح هذا الاكتشاف إمكانية اختبار نظريات كيف نشأ عالمنا.

## عدسة الجاذبية الشمسية
تنبأ ألبرت أينشتاين في عام 1936 بأن أشعة الضوء من نفس الاتجاه الذي يتفادى حواف الشمس ستتحول إلى نقطة بؤرية تقريبًا 542 وحدة فلكية من الشمس. وبالتالي، يمكن لمسبار مثبت على هذه المسافة (أو أكبر) من الشمس استخدام الشمس كعدسة جاذبية لتكبير الأجسام البعيدة على الجانب الآخر من الشمس. يمكن أن يتغير موقع المسبار حسب الحاجة لاختيار أهداف مختلفة بالنسبة إلى الشمس.
هذه المسافة تفوق بكثير إمكانات التقدم والتقدم في مجسات الفضاء مثل فوياجر 1، وتفوق الكواكب المعروفة والكواكب القزمة، على الرغم من أن كوكب 90377 سدنا سوف ينتقل بعيدًا في مداره الإهليلجي للغاية. أدى التقدم الكبير في اكتشاف إشارات محتملة من خلال هذه العدسة -مثل الموجات الصغرية في خط الهيدروجين بقطر 21 سم- إلى اقتراح فرانك دريك في الأيام الأولى لمشروع سيتي (البحث عن ذكاء خارج الأرض) بإمكانية إرسال مسبار إلى هذه المسافة.

## اقرأ أيضا
- تجمع مجرات الهلبة
- أبل 2218
- تقاطع أينشتاين
- حلقة أينشتاين
- الحقل العميق الأول لويب
- عنقود مجرات SMACS 0723

## للمطالعة أكثر
- ليزا راندال (2015). الطرق على أبواب السماء: كيف تنير الفيزياء والتفكير العلمي الكون والعالم المعاصر. ترجمة: أميرة علي عبد الصادق. مراجعة محمد فتحي خضر. مؤسسة هنداوي. مؤرشف من الأصل في 2022-07-09.